# Calyptraea burchi
Calyptraea burchi är en snäckart som beskrevs av A. G. Smith och M. Gordon 1948. Calyptraea burchi ingår i släktet Calyptraea och familjen toffelsnäckor. Inga underarter finns listade i Catalogue of Life.